# Katholieke Kerk in de Dominicaanse Republiek

Dominicaanse Republiek

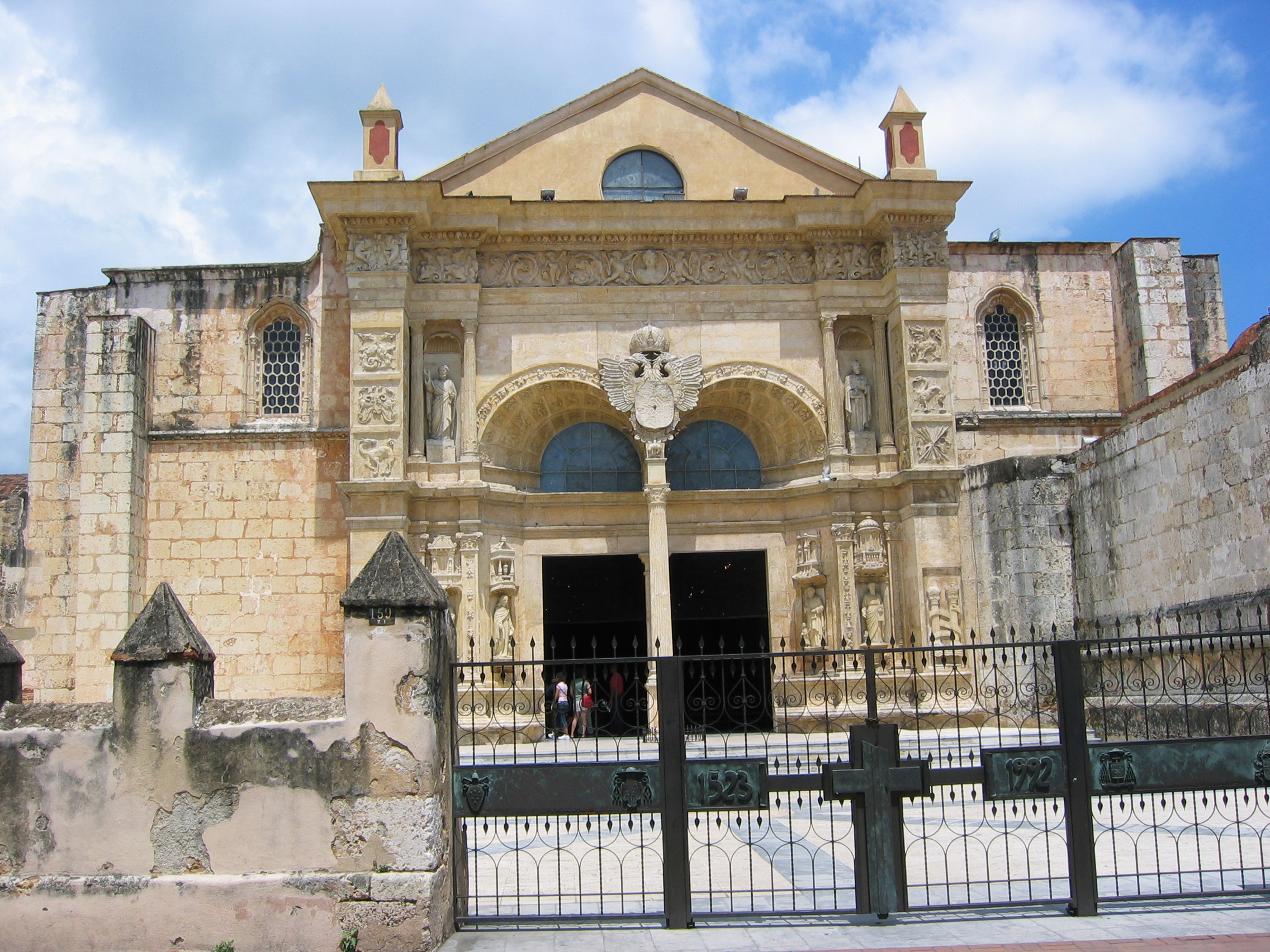
Kathedraal van Santo Domingo

De Katholieke Kerk in de Dominicaanse Republiek is een onderdeel van de wereldwijde Katholieke Kerk, onder het geestelijk leiderschap van de paus en de curie in Rome.
In 2005 waren ongeveer 7.700.000 (90%) inwoners van de Dominicaanse Republiek katholiek. De Dominicaanse Republiek bestaat uit 11 bisdommen die de Romeinse ritus volgen, waaronder 2 aartsbisdommen, en een militair ordinariaat. De bisdommen zijn verspreid over 2 kerkprovincies. Het militair ordinariaat valt direct onder de heilige stoel. De bisschoppen zijn lid van de bisschoppenconferentie van de Dominicaanse Republiek. President van de bisschoppenconferentie is kardinaal Nicolás de Jesús López Rodríguez, aartsbisschop van Santo Domingo. Verder is men lid van de Consejo Episcopal Latinoamericano.
Apostolisch nuntius voor de Dominicaanse Republiek is aartsbisschop Piergiorgio Bertoldi.
De Dominicaanse Republiek heeft driemaal een bezoek gehad van een paus. Paus Johannes Paulus II bezocht het land in 1979, 1984 en 1992. Het land heeft een kardinaal-elector (juni 2013).

## Bisdommen
| - Aartsbisdom - Bisdom |

- Santiago de los Caballeros
  - La Vega
  - Mao-Monte Cristi
  - Puerto Plata
  - San Francisco de Macorís
- Santo Domingo
  - Baní
  - Barahona

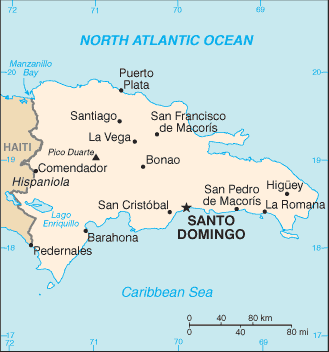
Kaart van de Dominicaanse Republiek.

  - Nuestra Señora de la Altagracia en Higüey
  - San Juan de la Maguana
  - San Pedro de Macorís
  - Barahona
- Direct onder de heilige stoel
  - Militair ordinariaat van de Dominicaanse Republiek

### Locatie bisdommen

Kerkprovincie Santiago de los Caballeros
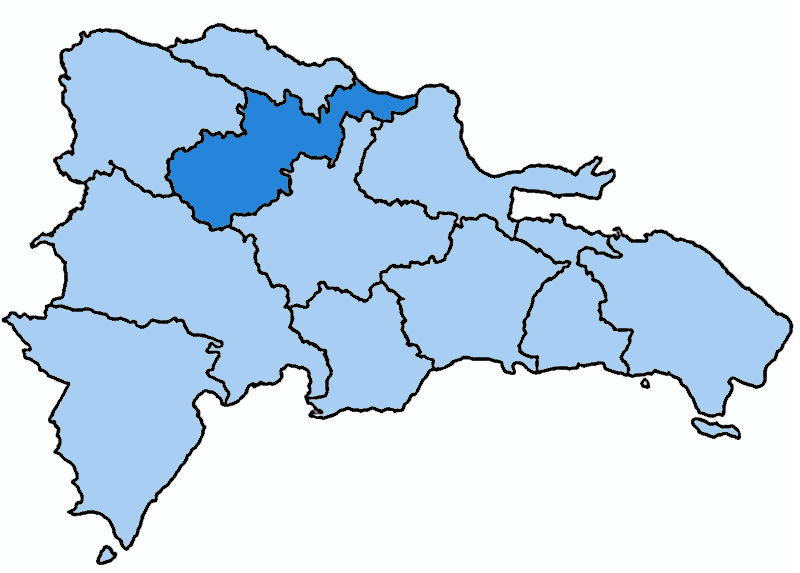
Aartsbisdom Santiago de los Caballeros
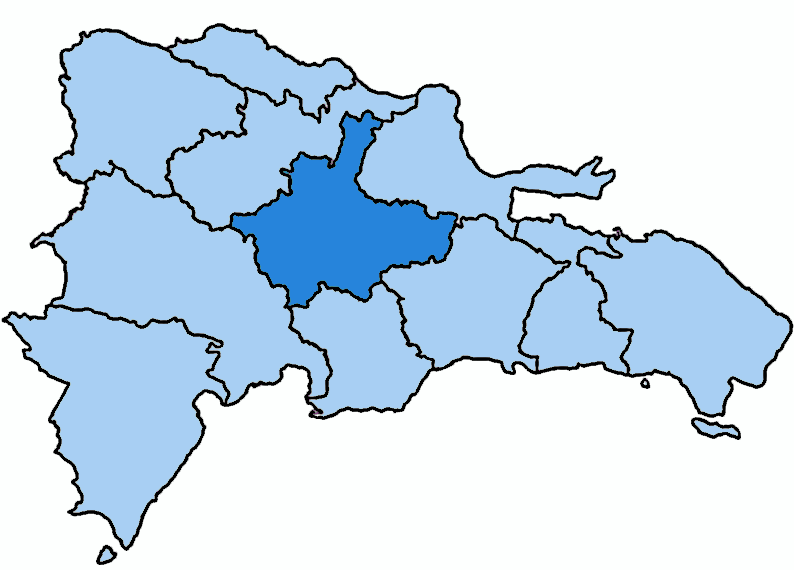
Bisdom La Vega
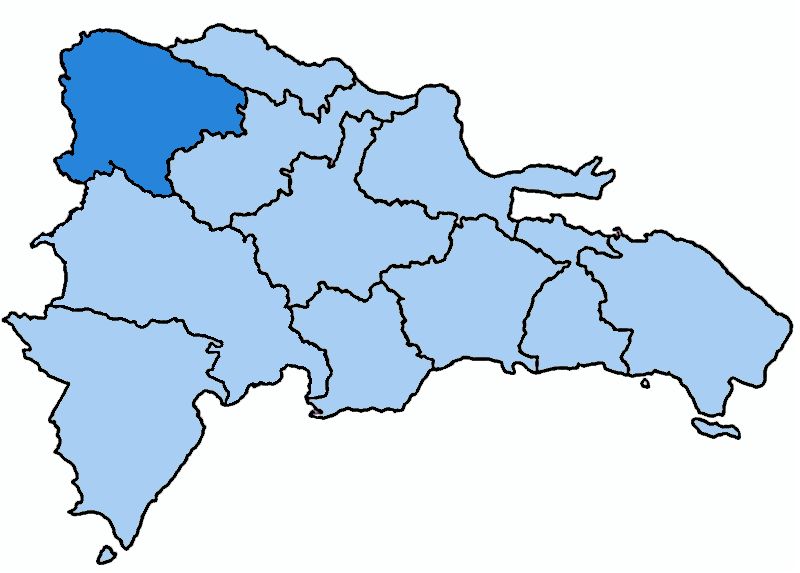
Bisdom Mao–Monte Cristi
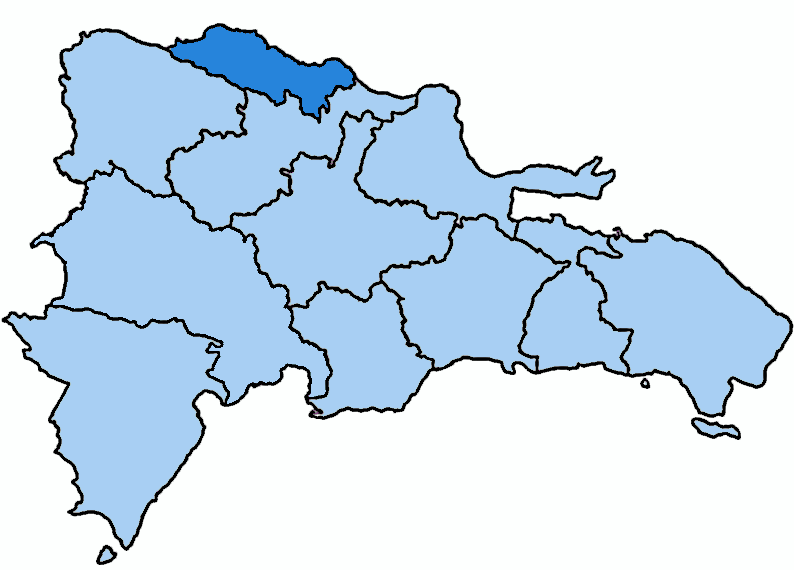
Bisdom Puerto Plata
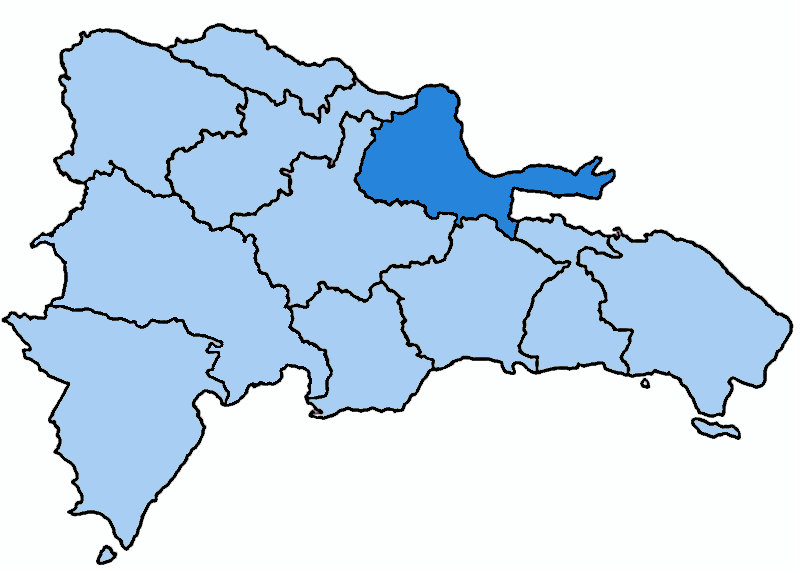
Bisdom San Francisco de Macorís

Kerkprovincie Santo Domingo
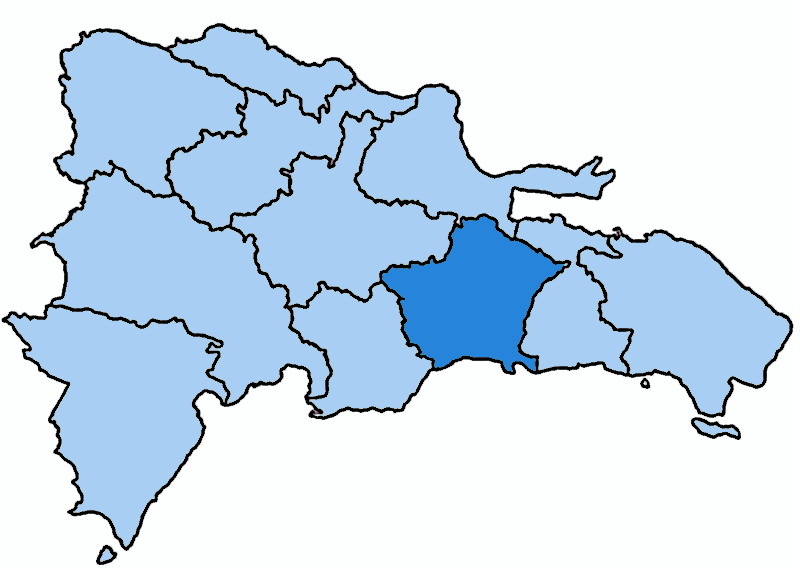
Aartsbisdom Santo Domingo
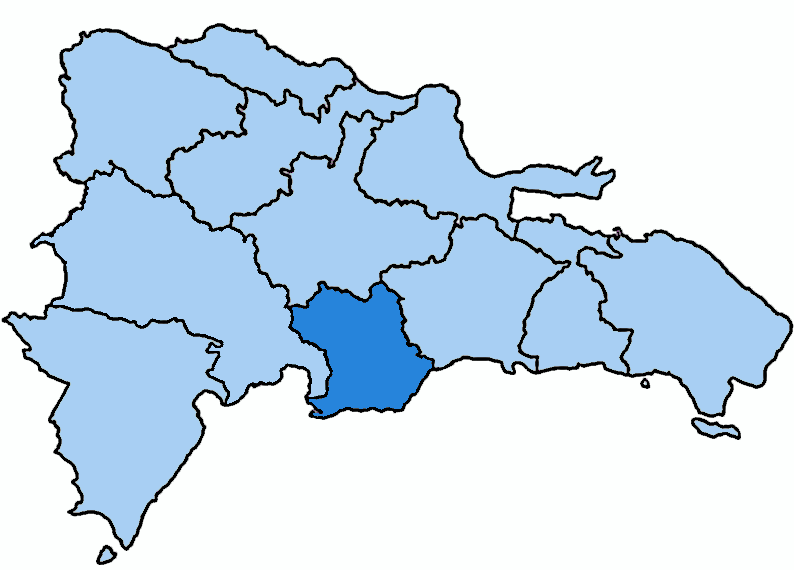
Bisdom Baní
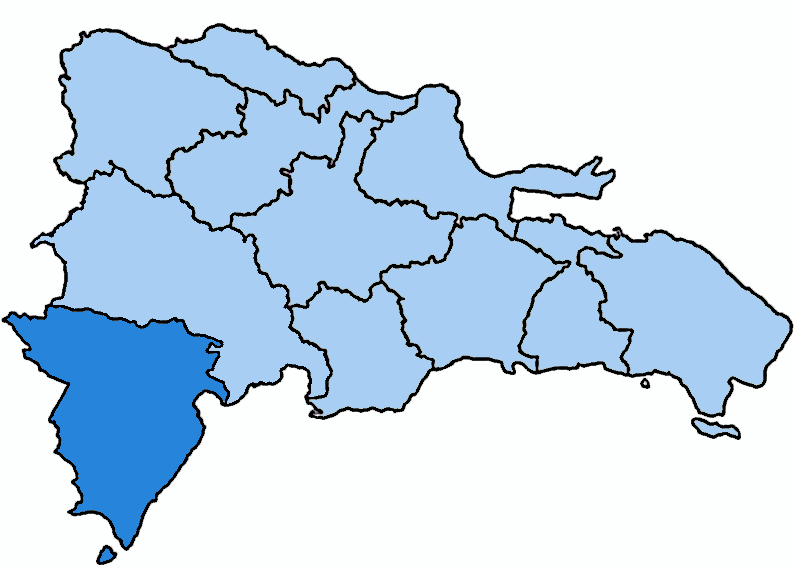
Bisdom Barahona
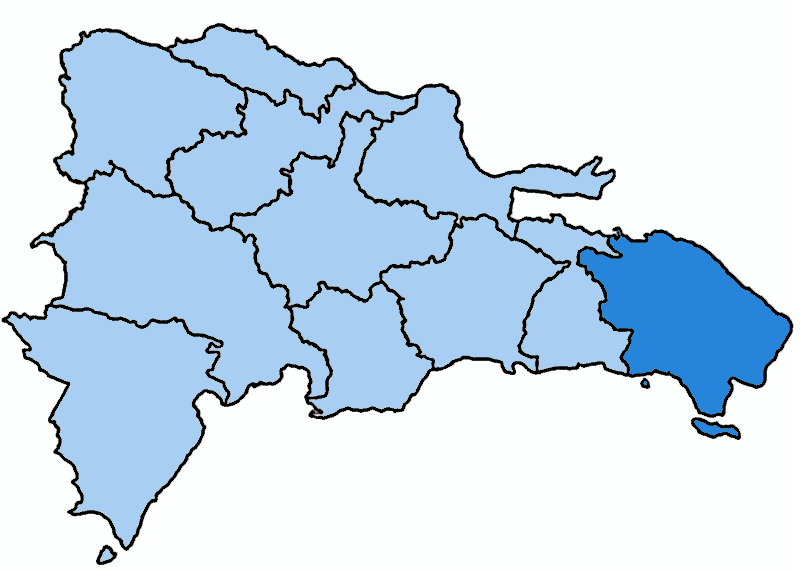
Bisdom Nuestra Señora de la Altagracia en Higüey
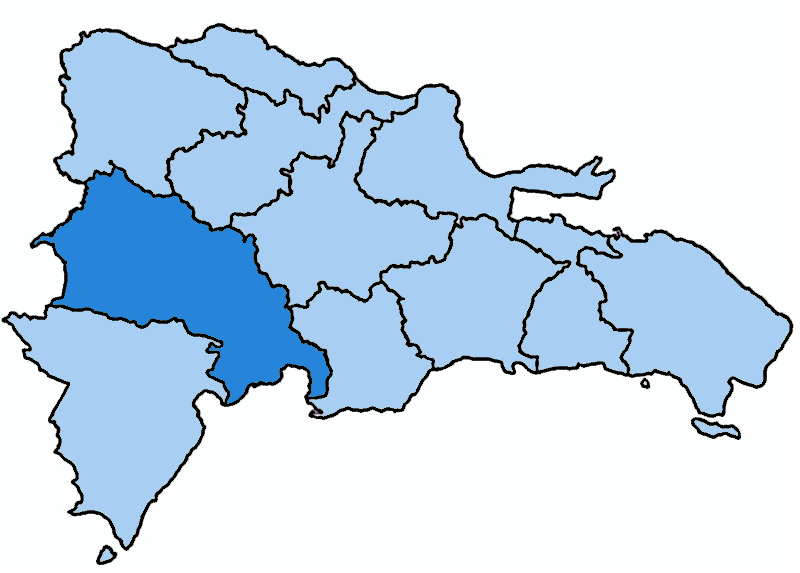
Bisdom San Juan de la Maguana
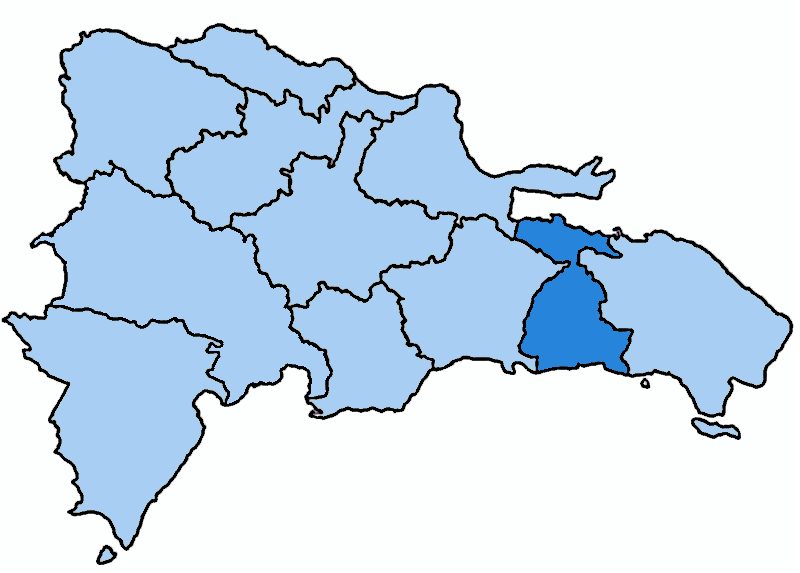
Bisdom San Pedro de Macorís

## Nuntius
- Apostolisch delegaat
  - Aartsbisschop Rocco Cocchia (13 juli 1874 - 9 augustus 1883)
- Apostolisch nuntius
  - Aartsbisschop Giuseppe Fietta (23 september 1930 - 20 juni 1936, later kardinaal)
  - Aartsbisschop Maurilio Silvani (24 juli 1936 - 1942)
  - Aartsbisschop Alfredo Pacini (23 april 1946 - 23 april 1949, later kardinaal)
  - Aartsbisschop Francesco Lardone (21 mei 1949 - 1953)
  - Aartsbisschop Salvatore Siino (27 oktober 1953 - 14 maart 1959)
  - Aartsbisschop Lino Zanini (16 juni 1959 - 1961)
  - Aartsbisschop Emanuele Clarizio (5 oktober 1961 - 12 juni 1967)
  - Aartsbisschop Antonio del Giudice (19 augustus 1967 - 2 december 1970)
  - Aartsbisschop Luciano Storero (24 december 1970 - 30 juni 1973)
  - Aartsbisschop Giovanni Gravelli (12 juli 1973 - 11 december 1981)
  - Aartsbisschop Blasco Francisco Collaço (26 juli 1982 - 28 februari 1991)
  - Aartsbisschop Fortunato Baldelli (20 april 1991 - 23 april 1994, later kardinaal)
  - Aartsbisschop François Robert Bacqué (7 juni 1994 - 27 februari 2001)
  - Aartsbisschop Timothy Paul Andrew Broglio (27 februari 2001 - 19 november 2007)
  - Aartsbisschop Józef Wesołowski (24 januari 2008 - 21 augustus 2013)
  - Aartsbisschop Jude Thaddeus Okolo (7 oktober 2013 - 13 mei 2017)
  - Aartsbisschop Ghaleb Bader (24 augustus 2017 - 15 februari 2023)
  - Aartsbisschop Piergiorgio Bertoldi (sinds 18 mei 2023)

## Pauselijk bezoek
De Dominicaanse Republiek heeft driemaal een bezoek gehad van een paus. 
- 25 januari 1979 - 26 januari 1979: pastoraal bezoek van paus Johannes Paulus II aan De Dominicaanse Republiek.
- 11 oktober 1984 - 12 oktober 1984: pastoraal bezoek van paus Johannes Paulus II aan Santo Domingo.
- 9 oktober 1992 - 15 oktober 1992: pastoraal bezoek van paus Johannes Paulus II aan De Dominicaanse Republiek.

## Kardinalen
Het land heeft één kardinaal, die niet meer stemgerechtigd is in een conclaaf. Tussen haakjes staat de datum van benoeming tot kardinaal. 
- Nicolás de Jesús López Rodríguez  (1991)

### Overleden kardinalen van de Dominicaanse Republiek
- Octavio Antonio Beras Rojas (1976)